# Eutaleola
Eutaleola is een monotypisch geslacht van mosdiertjes uit de  familie van de Pasytheidae. De wetenschappelijke naam ervan is in 2010 voor het eerst geldig gepubliceerd door Leandro M. Vieira en Dennis P.Gordon.

## Soort
- Eutaleola evelinae (Marcus, 1938)